# 永清路街道
永清路街道是中国山东省青岛市李沧区原下辖的一个街道，2015年9月由青政字[2015]72号撤销。

## 行政区划
永清路街道原下辖永昌路社区、永河路社区、永年路社区、振华苑社区、南山社区、东昌社区、永清苑社区、升平苑社区、坊子街社区、东小庄社区、小枣园社区。